# Миколаївська обласна дитяча бібліотека
Миколаївська обласна бібліотека для дітей — головний бібліотечний заклад Миколаївської області для дітей, центр дитячої книги і читання. Консультаційний центр удосконалення і оновлення бібліотечної роботи з дітьми, науково-методичний, науково-дослідний, координаційний центр для мережі бібліотек Миколаївської області, які обслуговують дітей, у тому числі для шкільних бібліотек. Надає інформаційно-бібліотечне обслуговування фізичним та юридичним особам, які професійно займаються проблемами дітей та підлітків; спеціалістам з питань виховання, освіти, соціальної адаптації, організації їх дозвілля. Ресурсний центр на допомогу отриманню освіти, простір для розвитку творчості та захоплень дітей та підлітків. Основне книгосховище документів універсального характеру та найкращих національних творів друку для дітей.

## Історія
Перші відомості про спроби організувати у місті Миколаєві бібліотеку для дітей датуються другою половиною XIX століттям.
У грудні 1876 році на прохання дочки статського радника Поліни Треммер військовий губернатор міста дозволив їй відкрити бібліотеку для дитячого читання по вулиці Спаській, у будинку 26. Тоді в бібліотеці було всього 176 книжок, з них 24 — іноземними мовами. Однак, відомості про подальшу долю цієї бібліотеки в архівах, на жаль, не збереглися.
Миколаївська обласна дитяча бібліотека була заснована у 1921 році як Центральна дитяча бібліотека. Мотиви при відкритті бібліотеки для дітей були найблагороднішими: «…вважаємо правильною постановку питання, пов'язаного з керівництвом дитячим читанням, і з цією метою організовуємо невелику читальню, яка є для керівників дитячого читання лабораторією, де вони зможуть вивчати дитяче читання з боку його різноманітних інтересів до читання, під час співбесіди з дітьми» (з доповіді бібліотечної секції Миколаївського  відділу народної  освіти, березень 1920 р.).
Бібліотека була відкрита за адресою вул. Рождественська, 13 (точна дата відкриття не відома), займала помешкання площею 75 м². Заклад перебував на балансі Наркомосвіти. Її першим директором була Утц Анна Едуардівна.
Статус обласної бібліотека отримала у 1937 році, після утворення Миколаївської області.
Під час німецької окупації книжковий фонд і майно було пограбовано окупантами та місцевими мародерами. Працівники бібліотеки зберегли під час окупації близько 8000 примірників книг. На четвертий день після визволення міста від загарбників (28 березня 1944 р.), бібліотека відчинила свої двері для дітей. Долаючи труднощі директор бібліотеки Т. Слободзінська, згуртувала навколо себе колектив  таких же ентузіастів, як вона сама. За час роботи (на посаді директора працювала до 1968 р.) зробила вагомий внесок у розвиток бібліотечного обслуговування дітей на Миколаївщині.
У 1945 році Наказом облвиконкому № 763 від 10 січня було затверджено «Положення про державну обласну бібліотеку для дітей та юнацтва». На той час в бібліотеці працюють: читальня, абонемент, пересувний відділ, методкабінет, відділ комплектування з підвідділом обліку фондів і обліку книг, відділ обробки та каталогізації, управління і штати бібліотеки.
У 1950—1955 роках бібліотека надає активну методичну і практичну допомогу дитячим бібліотекам області, сприяє відкриттю нових сільських бібліотек і кімнат юного читача, укомплектовується кадрами з вищою освітою.
Постановою Ради Міністрів УРСР від 13 вересня 1977 року бібліотеці присвоєно ім'я Героя Радянського Союзу Віктора Олександровича Лягіна. Оформлена меморіальна кімната, де зібрані матеріали про діяльність «Миколаївського підпільного центру», керівником якого під час німецько-радянської війни був В. О. Лягін.
У 1980—1985 роках бібліотека стає Республіканською школою передового досвіду з естетичного виховання читачів. В бібліотеці успішно працює один з найперших бібліотечних лялькових театрів — театр  книги «Буратіно».
У 1990-х роках започатковані шефські поїздки до вихованців Широколанівської школи-інтернату для дітей-сиріт, обслуговування дітей в Рибаківському оздоровчому таборі для дітей сиріт «Орлятко». Розпочав свою роботу бібліотечний театр «Сюрприз», за ці роки зіграно майже 400 вистав.
Вагомий внесок у розвиток бібліотеки зробили її директори: Т. Слободзінська (1944—1968), К. Чибрикова (Селіверстова) (1968—1970), Л. Дараган (1970—1975), Л. Лагутіна (1975—1994), О. Карпенко (1994—2000). З історією бібліотеки пов'язана ціла низка імен бібліотекарів, які своїми справами  залишили помітний слід у її діяльності: Є. Агеєва, Г. Бєлік, Л. Агліц, Г. Домбровська, В. Стоєва, Л. Ляшенко, С. Пігарєва.
Від 2000 року бібліотеку очолює Тетяна Анатоліївна Жайворонок. За високий рівень роботи колективу бібліотеки, творчу діяльність та професіоналізм вона нагороджена Орденом княгині  Ольги III ступеню (2012), має звання Заслужений працівник культури України (2017) та звання «Перлина Миколаївщини» в галузі бібліотечної справи (2009).
31 жовтня 2024 року, після звернення працівників бібліотеки Миколаївська обласна рада вирішила перейменувати заклад, прибравши з його назви ім'я кадрового офіцера НКВС Лягіна.

## Відділи
Сучасна структура бібліотеки складається з: адміністрації, бухгалтерської служби та 9 відділів:
- Відділ комплектування фондів та каталогізування документів;
- Науково-методичний відділ;
- Інформаційно-бібліографічний відділ;
- Відділ зберігання та реставрації фондів;
- Відділ інформаційних технологій та електронних ресурсів;
- Відділ масової роботи та естетичного виховання (абонемент, читальна зала);
- Відділ обслуговування дітей дошкільного віку та учнів 1-4 класів (абонемент, читальна зала);
- Відділ обслуговування учнів 5-9 класів (абонемент, читальна зала);
- Відділ матеріально-технічного забезпечення та господарського обслуговування.

## Електронні ресурси
З 2004 року відкрито відділ нових інформаційних технологій (нині відділ інформаційних технологій та електронних  ресурсів), а у 2008 році відкрито інтернет-центр для читачів. Сьогодні в бібліотеці налічується 30 комп'ютерів, 11 одиниць мультимедійного обладнання, 19 — копіювально-розмножувальної техніки. Створено три бази даних (Книги; Періодика; Ноти).
2008 року створено офіційний веб-сайт бібліотеки. Надаються послуги: Електронна доставка документів, віртуальна довідка «Запитайко», «Подовження книг онлайн».
Від 2016 року розпочалася реалізація медіа освітнього проєкту «Від медіакультури до медіаграмотності» у співпраці з фахівцями Миколаївського обласного інституту післядипломної педагогічної освіти, провідних освітніх закладів та бібліотек міста.
З 2016 року бібліотека здійснює віртуальний проєкт літературного краєзнавства «Письменники Миколаївського краю» [Архівовано 11 травня 2020 у Wayback Machine.].
Бібліотека отримала диплом I ступеня за цикл віртуальних виставок у межах конкурсу віртуальних виставок у бібліотеках (Дистанційна Академія ВГ «Основа», Харківська державна наукова бібліотека імені В. Г. Короленка).
Отримала грамоту за активну участь у корпоративному проекті «Кращі Інтернет-ресурси від Української асоціації працівників бібліотек для дітей», формування Інтернет-культури, представлення та популяризацію змістовних ресурсів глобальної мережі.

### Сторінки в соціальних мережах
- Facebook;
- Instagram;
- Tik Tok

Канал  на відеохостингу  YouTube

## Електронні послуги бібліотеки
- Електронний каталог бібліотеки
- Віртуальна довідка
- Подовження книг онлайн
- Електронна доставка документів
- Електронне урядування (е-урядування)

## Фонди
На 1 січня 2020 року у фондах обласної бібліотеки для дітей налічується 144980 примірники документів (із них 81 % — книги, 13 % — періодичні видання, 6 % — аудіовізуальні та електронні видання). У фондах зібрано найкращу художню літературу  для дітей вітчизняних та закордонних авторів, літературу з питань мистецтва, довідкову, на допомогу освітньому процесу, дитячої творчості, аудіо книги, нотні видання, книжки-іграшки для малят. Робота з фондами представлена на сайті бібліотеки у розділі Нові надходження бібліотеки.

## Інформаційно-довідкова служба
До послуг читачів — розгалужений довідково-бібліографічний апарат, електронний каталог та систематична картотека статей (ведуться з 2004 року). Створено 3 електронні бази даних («Краєзнавство» [Архівовано 1 травня 2020 у Wayback Machine.], «Діти України», «Письменники Миколаївщини»). Обсяг власних електронних баз даних 1 січня 2020 року складає — 165062 записи. Бібліотека брала участь у створенні Зведеного електронного  каталогу бібліотек м. Миколаєва [Архівовано 21 березня 2020 у Wayback Machine.].
Розробляються Web-уроки з інформаційної культури [Архівовано 1 травня 2020 у Wayback Machine.], Інформаційні списки літератури. Дайджести [Архівовано 1 травня 2020 у Wayback Machine.] тощо.
За результатами Всеукраїнського огляду-конкурсу обласних бібліотек для дітей «Дитяча бібліотека в інформаційному суспільстві: пошуки гармонії, шляхи трансформації», Миколаївська обласна бібліотека для дітей стала переможцем 2019 року у номінації «Краєзнавча діяльність бібліотеки» [Архівовано 1 лютого 2020 у Wayback Machine.] (за проєкт «Рідний край у бібліографічних посібниках для дітей»).   

## Методична діяльність[2]
Пріоритетними напрямами діяльності Миколаївської ОБД як методичного центру області з питань бібліотечного обслуговування дітей, є вдосконалення системи безперервної освіти працівників бібліотек, що обслуговують дітей і керування інноваційними процесами, які реалізовуються на основі використання технологій мережевої комунікації.
Надання практичної та  методичної допомоги надається шляхом проведення професійних зустрічей, творчих майстерень, професійних конкурсів, консультацій тощо.
Обласна бібліотека розробляє програми та методики досліджень, організовує їх проведення на базі районних і міських дитячих бібліотек.
Видавнича діяльність бібліотеки розвивається під впливом сучасних інформаційних технологій. У доробку закладу як значні за обсягом бібліографічні  матеріали, так  і невеликі видання.
Бібліотека є одним із засновників та постійним учасником Південноукраїнського міжрегіонального ярмарку бібліотечних інновацій «Бібліокре@тив» [Архівовано 29 квітня 2020 у Wayback Machine.]  («Досвід кращих — кожному»).
Миколаївська ОБД ініціює та розробляє власні цільові програми [Архівовано 1 травня 2020 у Wayback Machine.].

## Акції. Фестивалі. Конкурси.[3]
Активними формами роботи з читачами є проведення акцій, фестивалів, Днів читання, конкурсів.
2019 року відбувся Відкритий літературний фестиваль «BooKids Fest», під час якого відбулося 12 творчих зустрічей миколаївських письменників з читачами дитячих бібліотек, вихованцями шкіл-інтернатів області. Реалізація проекту стала можливою завдяки гранту Українського культурного фонду.

## Адреса
54001, Україна, м. Миколаїв, вул. Спаська, 66.